# Sergiusz II (patriarcha Konstantynopola)
Sergiusz II, gr. Σέργιος Β′ ὁ Στουδίτης (zm. w lipcu 1019) – patriarcha Konstantynopola w latach 1001–1019.

## Życiorys
Został patriarchą po kilku latach wakatu (998–1001). Pochodził z rodziny patriarchy Focjusza. Sprawował urząd od czerwca lub lipca 1001 r. do śmierci. 